# Compsodecta defloccata
Compsodecta defloccata är en spindelart som först beskrevs av Peckham, Peckham 1901.  Compsodecta defloccata ingår i släktet Compsodecta och familjen hoppspindlar. Inga underarter finns listade i Catalogue of Life.